# Castellammare di Stabia
Castellammare di Stabia é uma comuna italiana da região da Campania, província de Nápoles, com cerca de 66413 habitantes. Estende-se por uma área de 17 km², tendo uma densidade populacional de 3907 hab/km². Faz fronteira com Gragnano, Pimonte, Pompeia, Santa Maria la Carità, Torre Annunziata, Vico Equense.

## Demografia
| Variação demográfica do município entre 1861 e 2011                               |
|                                                                                   |
| Fonte: Istituto Nazionale di Statistica (ISTAT) - Elaboração gráfica da Wikipedia |